# Зардианткари
Зардианткари (груз. ზარდიანთკარი) — село в Грузии, на территории Горийского муниципалитета края (мхаре) Шида-Картли.

## География
Село находится в центральной части Грузии, к востоку от реки Малая Лиахви, на расстоянии приблизительно 24 километров (по прямой) к северу от города Гори, административного центра муниципалитета. Абсолютная высота — 941 метр над уровнем моря.

## Население
По результатам официальной переписи населения 2014 года в Зардианткари проживало 28 человек (14 мужчин и 14 женщины). В национальной структуре населения грузины составляли 78,6 %, осетины — 21,4 %.
| Год  | Население, человек |
| ---- | ------------------ |
| 2002 | 117                |
| 2014 | ↘ 28               |